# Otto Schreiber (Jurist)
Otto Schreiber (* 11. Mai 1882 in Berlin; † 24. Januar 1929 in Königsberg) war ein deutscher Rechtswissenschaftler und Hochschullehrer.

## Leben
Otto Schreibers Vater war der preußische General und Experte im Vermessungswesen Oskar Schreiber, seine Mutter Marie war eine Tochter des Juristen und Professors Otto Mejer. Schreiber studierte Rechtswissenschaft in Göttingen und Freiburg im Breisgau, wurde 1907 in Göttingen promoviert und habilitierte sich dort 1909. Er arbeitete zur Deutschen Rechtsgeschichte, zum Bürgerlichen Recht und zum Handelsrecht, lehrte aber auch im Sozialversicherungsrecht. 1915 ernannte ihn die Universität Göttingen zum Titularprofessor. Im gleichen Jahr kam Schreiber verwundet vom Kriegseinsatz zurück und arbeitete im Kriegsministerium. Im April 1917 wurde er Professor und erster Studiendirektor der Fürst Leopold-Akademie für Verwaltungswissenschaften in Detmold. Nach der Revolution im November 1918 wurde er dort abgesetzt. 1919 war Schreiber Leiter der Reichsgeschäftsstelle der Deutschen Demokratischen Partei. 1920 ging er als ordentlicher Professor für Rechtsgeschichte, Handelsrecht und Bürgerliches Recht an die Juristische Fakultät der Universität Königsberg 1925 gründete er dort das Institut für Luftrecht. 1928 verbrachte er einen längeren Aufenthalt in Nordamerika, gemeinsam mit seiner zweiten Ehefrau, der Schriftstellerin Ilse Schreiber, geb. Gottwald. Anfang 1929 starb Otto Schreiber nach kurzer Krankheit in Königsberg. Das von ihm begründete Institut hat seine Nachfolgeeinrichtung im Institut für Luft- und Weltraumrecht der Universität zu Köln.

## Schriften (Auswahl)
- Die Geschichte der Erbleihe in der Stadt Straßburg im Elsaß. Winter, Heidelberg 1909.
- Gemischte Verträge im Reichsschuldrecht. In: Jherings Jahrbücher. Bd. 60 (1912), S. 106–228 (Digitalisat).
- Das Testament der Fürsten Wolfgang von Anhalt (vom 25. August 1565). Winter, Heidelberg 1913.
- (Hrsg.) Die Reichsgerichtspraxis im deutschen Rechtsleben. Festgabe der juristischen Fakultäten zum 50jährigen Bestehen des Reichsgerichts (1. Oktober 1929). 6 Bände. Keip, Berlin/Leipzig 1929.